# Norrhult, Västerviks kommun
Norrhult är en tidigare småort mellan Ankarsrum och Hjorted i Hjorteds socken i södra delen av Västerviks kommun, Kalmar län. SCB ändrade sin metod att ta fram småortsstatistik 2015, varvid orten inte längre uppfyllde kraven för att vara en småort.